# Corrélation partielle
Le coefficient de corrélation partielle, noté ici {\displaystyle r_{AB.C}}, permet de connaître la valeur de la corrélation entre deux variables A et B, si la variable C était demeurée constante pour la série d’observations considérées. 
Dit autrement, le coefficient de corrélation partielle {\displaystyle r_{AB.C}} est le coefficient de corrélation totale entre les variables A et B quand on leur a retiré leur meilleure explication linéaire en termes de C. Il est donné par la formule :
{\displaystyle r_{AB.C}={\dfrac {r_{AB}-r_{AC}\cdot r_{BC}}{{\sqrt {1-r_{AC}^{2}}}\cdot {\sqrt {1-r_{BC}^{2}}}}}}

## Démonstration géométrique
La démonstration la plus rapide de la formule consiste à s’appuyer sur l’interprétation géométrique de la corrélation (cosinus).
Les séries d’observations A, B et C, une fois  centrées réduites, sont des vecteurs centrés OA, OB, OC de longueur unité : 
Leurs extrémités déterminent un triangle sphérique ABC, dont les côtés a, b et c sont les arcs de grands cercles BC, AC et AB. Les coefficients de corrélations entre ces vecteurs sont {\displaystyle r_{BC}=\cos a}, {\displaystyle r_{AC}=\cos b} et {\displaystyle r_{AB}=\cos c}. Alors la loi fondamentale des triangles sphériques donne, pour l'angle C, la relation suivante entre les cosinus :
{\displaystyle \cos C={\dfrac {\cos c-\cos a\cdot \cos b}{\sin a\cdot \sin b}}={\dfrac {\cos c-\cos a\cdot \cos b}{{\sqrt {1-\cos ^{2}a}}\cdot {\sqrt {1-\cos ^{2}b}}}}}
De même que c est l'angle entre les points A et B, vus du centre de la sphère, C est l'angle sphérique entre les points A et B, vus du point C à la surface de la sphère, et {\displaystyle r_{AB.C}=\cos C} est  la  « corrélation partielle » entre A et B quand C est fixé.

## Domaines d'application
La notion de corrélation partielle est utilisée :
- en modélisation par régression linéaire multiple ;
- en analyse de données par iconographie des corrélations.